# War?
"War?" —en español: «¿Guerra?»—es una canción de la banda de nu metal System of a Down. Se encuentra en su álbum debut al que le dan título, System of a Down. En el EP Sugar (1999) aparece una versión en vivo de la misma.
La temática de la canción es que la humanidad hace guerras por riquezas y otros beneficios materiales a través de los siglos e inventa razones para ello; una de las primeras razones es que Dios los mandó a la guerra. La lírica del tema da a entender que la guerra contra el comunismo y el terrorismo solo tiene como fin la dominación del mundo.
En el folleto del álbum, se observa aparentemente a la banda diciendo: «Nosotros primero combatimos a los paganos en nombre de la religión, luego al comunismo, y ahora en nombre de las drogas y el terrorismo» y que «nuestras excusas para la dominación global siempre cambian.»

## Video musical
El video musical de War? muestra a la banda tocando en vivo. El sonido del vídeo es el de un demo que la banda grabó. Antes de que la banda empiece a tocar, se muestra a Serj diciendo: «¡Alabado sea el Señor! ¡Pasa las municiones! ¡Dios quiere que vayas a la guerra!»
Esta canción sirvió además de gran inspiración para la canción "Zetsubou Billy" del grupo japonés Maximum the Hormone desde la letra hasta el mismo intro.